# Porcellio hypselos
Porcellio hypselos is een pissebed uit de familie Porcellionidae. De wetenschappelijke naam van de soort is voor het eerst geldig gepubliceerd in 1949 door Thomas Theodore Barnard.